# A CSI: A helyszínelők epizódjainak listája
Ez a lap a CSI: Crime Scene Investigation című, az amerikai CBS-en futó sorozat epizódjainak listáját tartalmazza. Hazánkban a Viasat3 adja CSI: A helyszínelők címmel, vetítésének jogát azonban az RTL Klub is birtokolja, ahova várható érkezése 2010 ősze, a New York-i helyszínelők második évadjának vége.

## Évadáttekintés
| Évad | Évad    | Részek száma | Eredeti sugárzás     | Eredeti sugárzás     | Eredeti adó |
| Évad | Évad    | Részek száma | Évadbemutató         | Évadzáró             | Eredeti adó |
| ---- | ------- | ------------ | -------------------- | -------------------- | ----------- |
|      | 1       | 23           | 2000. október 6.     | 2001. május 17.      | CBS         |
|      | 2       | 23           | 2001. szeptember 27. | 2002. május 16.      | CBS         |
|      | 3       | 23           | 2002. szeptember 26. | 2003. május 15.      | CBS         |
|      | 4       | 23           | 2003. szeptember 25. | 2004. május 20.      | CBS         |
|      | 5       | 25           | 2004. szeptember 23. | 2005. május 19.      | CBS         |
|      | 6       | 24           | 2005. szeptember 22. | 2006. május 18.      | CBS         |
|      | 7       | 24           | 2006. szeptember 21. | 2007. május 17.      | CBS         |
|      | 8       | 17           | 2007. szeptember 27. | 2008. május 15.      | CBS         |
|      | 9       | 24           | 2008. október 9.     | 2009. május 14.      | CBS         |
|      | 10      | 23           | 2009. szeptember 24. | 2010. május 20.      | CBS         |
|      | 11      | 22           | 2010. szeptember 23. | 2011. május 12.      | CBS         |
|      | 12      | 22           | 2011. szeptember 21. | 2012. május 9.       | CBS         |
|      | 13      | 22           | 2012. szeptember 26. | 2013. május 15.      | CBS         |
|      | 14      | 22           | 2013. szeptember 25. | 2014. május 7.       | CBS         |
|      | 15      | 18           | 2014. szeptember 28. | 2015. február 15.    | CBS         |
|      | Tv-mozi | 2            | 2015. szeptember 27. | 2015. szeptember 27. | CBS         |

## Epizódok

### 1. évad (2000-2001)
| Sor. | Év. | Cím                                              | Rendező          | Író                                                                                       | Premier            | Nézettség    |
| ---- | --- | ------------------------------------------------ | ---------------- | ----------------------------------------------------------------------------------------- | ------------------ | ------------ |
| 1.   | 1.  | A 100. ügy (Pilot)                               | Danny Cannon     | Anthony E. Zuiker                                                                         | 2000. október 6.   | 17,30 millió |
| 2.   | 2.  | Halálos főnyeremény (Cool Change)                | Michael Watkins  | Anthony E. Zuiker                                                                         | 2000. október 13.  | 15,80 millió |
| 3.   | 3.  | Élve eltemetve (Crate 'n Burial)                 | Danny Cannon     | Ann Donahue                                                                               | 2000. október 20.  | 14,23 millió |
| 4.   | 4.  | Titkos szerető (Pledging Mr. Johnson)            | R.J. Lewis       | Josh Berman és Anthony E. Zuiker                                                          | 2000. október 27.  | 14,89 millió |
| 5.   | 5.  | Halál a sivatagban (Friends & Lovers)            | Lou Antonio      | Andrew Lipsitz                                                                            | 2000. november 3.  | 15,16 millió |
| 6.   | 6.  | Kockázatos ügy (Who Are You?)                    | Danny Cannon     | Carol Mendelsohn és Josh Berman                                                           | 2000. november 10. | 15,03 millió |
| 7.   | 7.  | Tináék titka (Blood Drops)                       | Kenneth Fink     | Történet: Tish McCarthy Tévéjáték: Ann Donahue                                            | 2000. november 17. | 15,74 millió |
| 8.   | 8.  | Hangüzenet (Anonymous)                           | Danny Cannon     | Eli Talbert és Anthony E. Zuiker                                                          | 2000. november 24. | 13,24 millió |
| 9.   | 9.  | Barátságtalan égiek (Unfriendly Skies)           | Michael Shapiro  | Történet: Andrew Lipsitz Tévéjáték: Andrew Lipsitz, Carol Mendelsohn és Anthony E. Zuiker | 2000. december 8.  | 15,65 millió |
| 10.  | 10. | Az első számú gyanúsított (Sex, Lies and Larvae) | Thomas J. Wright | Josh Berman és Ann Donahue                                                                | 2000. december 22. | 14,88 millió |
| 11.  | 11. | Kétes ügyek (The I-15 Murders)                   | Oz Scott         | Carol Mendelsohn                                                                          | 2001. január 12.   | 17,49 millió |
| 12.  | 12. | Döntő bizonyíték (Fahrenheit 932)                | Danny Cannon     | Jacqueline Zambrano                                                                       | 2001. február 1.   | 21,26 millió |
| 13.  | 13. | A robbanás (Boom)                                | Kenneth Fink     | Josh Berman, Ann Donahue és Carol Mendelsohn                                              | 2001. február 8.   | 21,45 millió |
| 14.  | 14. | Szétszóródott csontok (To Halve and to Hold)     | Lou Antonio      | Andrew Lipsitz és Ann Donahue                                                             | 2001. február 15.  | 21,95 millió |
| 15.  | 15. | A legendás táncosnő (Table Stakes)               | Danny Cannon     | Történet: Elizabeth Devine Tévéjáték: Anthony E. Zuiker és Carol Mendelsohn               | 2001. február 22.  | 20,88 millió |
| 16.  | 16. | Kétségek és ellentmondások (Too Tough to Die)    | Richard J. Lewis | Elizabeth Devine                                                                          | 2001. március 1.   | 23,72 millió |
| 17.  | 17. | Húsz éve eltűnt (Face Lift)                      | Lou Antonio      | Josh Berman                                                                               | 2001. március 8.   | 23,00 millió |
| 18.  | 18. | Gyilkosság az utcán ($35K O.B.O.)                | Roy H. Wagner    | Eli Talbert                                                                               | 2001. március 29.  | 21,57 millió |
| 19.  | 19. | Gyermekrablás (Gentle, Gentle)                   | Danny Cannon     | Ann Donahue                                                                               | 2001. április 12.  | 23,24 millió |
| 20.  | 20. | A csend hangjai (Sounds of Silence)              | Peter Markle     | Josh Berman és Andrew Lipsitz                                                             | 2001. április 19.  | 23,50 millió |
| 21.  | 21. | A törvény nevében (Justice Is Served)            | Thomas J. Wright | Jerry Stahl                                                                               | 2001. április 26.  | 22,33 millió |
| 22.  | 22. | Az értékelés (Evaluation Day)                    | Kenneth Fink     | Anthony E. Zuiker                                                                         | 2001. május 10.    | 18,90 millió |
| 23.  | 23. | A fojtogató (The Strip Strangler)                | Danny Cannon     | Ann Donahue                                                                               | 2001. május 17.    | 18,98 millió |

### 2. évad (2001-2002)
| Sor. | Év. | Cím                                        | Rendező          | Író                                                              | Premier              | Nézettség    |
| ---- | --- | ------------------------------------------ | ---------------- | ---------------------------------------------------------------- | -------------------- | ------------ |
| 24.  | 1.  | Elfojtva (Burked)                          | Danny Cannon     | Carol Mendelsohn és Anthony E. Zuiker                            | 2001. szeptember 27. | 22,27 millió |
| 25.  | 2.  | Káosz elmélet (Chaos Theory)               | Ken Fink         | Eli Talbert és Josh Berman                                       | 2001. október 4.     | 19,68 millió |
| 26.  | 3.  | Túlterhelve (Overload)                     | Richard J. Lewis | Josh Berman                                                      | 2001. október 11.    | 22,73 millió |
| 27.  | 4.  | Osztály, vigyázz! (Bully for You)          | Thomas J. Wright | Ann Donahue                                                      | 2001. október 18.    | 23,04 millió |
| 28.  | 5.  | Scoba Doobie Doo (Scuba Doobie-Doo)        | Jefrey Levy      | Andrew Lipsitz és Elizabeth Devine                               | 2001. október 25.    | 24,67 millió |
| 29.  | 6.  | A fiúk (Alter Boys)                        | Danny Cannon     | Ann Donahue                                                      | 2001. november 1.    | 23,16 millió |
| 30.  | 7.  | Bekerítve (Caged)                          | Richard J. Lewis | Elizabeth Devine és Carol Mendelsohn                             | 2001. november 8.    | 25,10 millió |
| 31.  | 8.  | Las Vegas rabszolgái (Slaves of Las Vegas) | Peter Markle     | Jerry Stahl                                                      | 2001. november 15.   | 25,11 millió |
| 32.  | 9.  | A kaszinó (And Then There Were None)       | John Patterson   | Történet: Josh Berman Tévéjáték: Eli Talbert és Carol Mendelsohn | 2001. november 22.   | 22,82 millió |
| 33.  | 10. | Ellie (Ellie)                              | Charlie Correll  | Anthony E. Zuiker                                                | 2001. december 6.    | 23,96 millió |
| 34.  | 11. | Kíntorna (Organ Grinder)                   | Allison Liddi    | Ann Donahue és Elizabeth Devine                                  | 2001. december 13.   | 17,47 millió |
| 35.  | 12. | Nővérek (You've Got Male)                  | Charlie Correll  | Marc Dube és Corey Miller                                        | 2001. december 20.   | 23,67 millió |
| 36.  | 13. | Személyazonosság (Identity Crisis)         | Kenneth Fink     | Anthony E. Zuiker és Ann Donahue                                 | 2002. január 17.     | 24,07 millió |
| 37.  | 14. | Az ujj (The Finger)                        | Richard J. Lewis | Danny Cannon és Carol Mendelsohn                                 | 2002. január 31.     | 23,54 millió |
| 38.  | 15. | A bizonyíték terhe (Burden of Proof)       | Kenneth Fink     | Ann Donahue                                                      | 2002. február 7.     | 24,64 millió |
| 39.  | 16. | Primum Non Nocere (Primum Non Nocere)      | Danny Cannon     | Andrew Lipsitz                                                   | 2002. február 28.    | 28,74 millió |
| 40.  | 17. | A bűnös szerzetes (Felonious Monk)         | Kenneth Fink     | Jerry Stahl                                                      | 2002. március 7.     | 26,73 millió |
| 41.  | 18. | Az üldözés (Chasing the Bus)               | Richard J. Lewis | Eli Talbert                                                      | 2002. március 28.    | 25,24 millió |
| 42.  | 19. | Becserkészve (Stalker)                     | Peter Markle     | Anthony E. Zuiker és Danny Cannon                                | 2002. április 4.     | 26,78 millió |
| 43.  | 20. | Macskabölcső (Cats in the Cardle)          | Richard J. Lewis | Kris Dobkin                                                      | 2002. április 25.    | 23,50 millió |
| 44.  | 21. | Lúgos hatás (Anatomy of a Lye)             | Kenneth Fink     | Josh Berman és Andrew Lipsitz                                    | 2002. május 2.       | 26,17 millió |
| 45.  | 22. | Hatáskör (Cross Jurisdictions)             | Danny Cannon     | Anthony E. Zuiker, Ann Donahue és Carol Mendelsohn               | 2002. május 9.       | 27,12 millió |
| 46.  | 23. | Az éhezőművész (The Hunger Artist)         | Richard J. Lewis | Jerry Stahl                                                      | 2002. május 16.      | 27,00 millió |

### 3. évad (2002-2003)
| Sor. | Év. | Cím                                                              | Rendező                             | Író | Premier              | Nézettség    |
| ---- | --- | ---------------------------------------------------------------- | ----------------------------------- | --- | -------------------- | ------------ |
| 47.  | 1.  | A bosszú hidegen a legjobb (Revenge Is Best Served Cold)         | Danny Cannon                        | Anthony E. Zuiker és Carol Mendelsohn | 2002. szeptember 26. | 30,47 millió |
| 48.  | 2.  | A vádlottat is megilleti (The Accused Is Entitled)               | Kenneth Fink                        | Ann Donahue és Elizabeth Devine | 2002. október 3.     | 28,47 millió |
| 49.  | 3.  | Óvakodj az eladótól (Let the Seller Beware)                      | Richard J. Lewis                    | Andrew Lipsitz és Anthony E. Zuiker | 2002. október 10.    | 30,73 millió |
| 50.  | 4.  | Egy kis gyilkosság (A Little Murder)                             | Tucker Gates                        | Naren Shankar és Ann Donahue | 2002. október 17.    | 30,81 millió |
| 51.  | 5.  | Abrakadabra (Abra-Cadaver)                                       | Danny Cannon                        | Anthony E. Zuiker és Danny Cannon | 2002. október 31.    | 28,95 millió |
| 52.  | 6.  | Catherine Willows kivégzése (The Execution of Catherine Willows) | Kenneth Fink                        | Carol Mendelsohn és Elizabeth Devine | 2002. november 7.    | 27,86 millió |
| 53.  | 7.  | Éjszakai csata (Fight Night)                                     | Richard J. Lewis                    | Andrew Lipsitz és Naren Shankar | 2002. november 14.   | 29,94 millió |
| 54.  | 8.  | Szippantás (Snuff)                                               | Kenneth Fink                        | Ann Donahue és Bob Harris | 2002. november 21.   | 25,97 millió |
| 55.  | 9.  | Vérszomj (Blood Lust)                                            | Charlie Correll                     | Josh Berman és Carol Mendelsohn | 2002. december 5.    | 29,74 millió |
| 56.  | 10. | Fenn és lenn (High and Low)                                      | Richard J. Lewis                    | Eli Talbert és Naren Shankar | 2002. december 12.   | 25,89 millió |
| 57.  | 11. | A gyilkosság receptje (Recipe for Murder)                        | Richard J. Lewis és J. Miller Tobin | Anthony E. Zuiker és Ann Donahue | 2003. január 9.      | 25,48 millió |
| 58.  | 12. | Gyilkosság? (Got Murder?)                                        | Kenneth Fink                        | Sarah Goldfinger | 2003. január 16.     | 27,87 millió |
| 59.  | 13. | Véletlenszerű erőszak (Random Acts of Violence)                  | Danny Cannon                        | Danny Cannon és Naren Shankar | 2003. január 30.     | 27,48 millió |
| 60.  | 14. | Csodás találat (One Hit Wonder)                                  | Félix Enríquez Alcalá               | Corey Miller | 2003. február 6.     | 25,60 millió |
| 61.  | 15. | Lady Heather ládikója (Lady Heather's Box)                       | Richard J. Lewis                    | Történet: Anthony E. Zuiker, Ann Donahue, Josh Berman és Bob Harris Tévéjáték: Carol Mendelsohn, Andrew Lipsitz, Naren Shankar és Eli Talbert | 2003. február 13.    | 27,21 millió |
| 62.  | 16. | Szerencsés húzás (Lucky Strike)                                  | Kenneth Fink                        | Eli Talbert és Anthony E. Zuiker | 2003. február 20.    | 28,05 millió |
| 63.  | 17. | Baleset és égés (Crash and Burn)                                 | Richard J. Lewis                    | Josh Berman | 2003. március 13.    | 28,60 millió |
| 64.  | 18. | Nemesfém (Precious Metal)                                        | Deran Sarafian                      | Naren Shankar és Andrew Lipsitz | 2003. április 3.     | 26,37 millió |
| 65.  | 19. | Éjszaka a moziban (A Night at the Movies)                        | Matt Earl Beesley                   | Történet: Carol Mendelsohn Tévéjáték: Danny Cannon és Anthony E. Zuiker                                                                       | 2003. április 10.    | 26,45 millió |
| 66.  | 20. | Az utolsó nevetés (Last Laugh)                                   | Richard J. Lewis                    | Történet: Bob Harris és Carol Mendelsohn Tévéjáték: Bob Harris és Anthony E. Zuiker                                                           | 2003. április 24.    | 25,22 millió |
| 67.  | 21. | Mindörökké (Forever)                                             | David Grossman                      | Sarah Goldfinger | 2003. május 1.       | 22,67 millió |
| 68.  | 22. | Játék a tűzzel (Play with Fire)                                  | Kenneth Fink                        | Naren Shankar és Andrew Lipsitz | 2003. május 8.       | 25,10 millió |
| 69.  | 23. | A dobozban (Inside the Box)                                      | Danny Cannon                        | Carol Mendelsohn és Anthony E. Zuiker | 2003. május 15.      | 23,87 millió |

### 4. évad (2003-2004)
| Sor. | Év. | Cím                                                | Rendező           | Író | Premier              | Nézettség    |
| ---- | --- | -------------------------------------------------- | ----------------- | --- | -------------------- | ------------ |
| 70.  | 1.  | Semmi feltételezés (Assume Nothing: Part 1)        | Richard J. Lewis  | Anthony E. Zuiker és Danny Cannon                                                                            | 2003. szeptember 25. | 26,91 millió |
| 71.  | 2.  | A haza szolgálatában (All for Our Country: Part 2) | Richard J. Lewis  | Történet: Richard Catalani Tévéjáték: Andrew Lipsitz és Carol Mendelsohn                                     | 2003. október 2.     | 26,66 millió |
| 72.  | 3.  | Otthon, édes otthon… (Homebodies)                  | Kenneth Fink      | Naren Shankar és Sarah Goldfinger                                                                            | 2003. október 9.     | 26,53 millió |
| 73.  | 4.  | A hőhullám hátán (Feeling the Heat)                | Kenneth Fink      | Anthony E. Zuiker és Eli Talbert                                                                             | 2003. október 23.    | 27,58 millió |
| 74.  | 5.  | Szőrme és gyűlölet (Fur and Loathing)              | Richard J. Lewis  | Jerry Stahl                                                                                                  | 2003. október 30.    | 27,35 millió |
| 75.  | 6.  | Jackpot (Jackpot)                                  | Danny Cannon      | Naren Shankar és Carol Mendelsohn                                                                            | 2003. november 6.    | 29,64 millió |
| 76.  | 7.  | Láthatatlan bizonyíték (Invisible Evidence)        | Danny Cannon      | Josh Berman                                                                                                  | 2003. november 13.   | 29,27 millió |
| 77.  | 8.  | A show után (After the Show)                       | Kenneth Fink      | Andrew Lipsitz és Elizabeth Devine                                                                           | 2003. november 20.   | 26,64 millió |
| 78.  | 9.  | Grissom és a tűzhányó (Grissom Versus the Volcano) | Richard J. Lewis  | Történet: Josh Berman Tévéjáték: Anthony E. Zuiker és Carol Mendelsohn                                       | 2003. december 11.   | 26,80 millió |
| 79.  | 10. | Dühöngő ifjúság (Coming of Rage)                   | Nelson McCormick  | Történet: Richard Catalani Tévéjáték: Sarah Goldfinger                                                       | 2003. december 18.   | 24,69 millió |
| 80.  | 11. | Tizenegy dühös ember (Eleven Angry Jurors)         | Matt Earl Beesley | Josh Berman és Andrew Lipsitz                                                                                | 2004. január 8.      | 27,48 millió |
| 81.  | 12. | Pillangó a szélben (Butterflied)                   | Richard J. Lewis  | David Rambo                                                                                                  | 2004. január 15.     | 28,74 millió |
| 82.  | 13. | Átverés (Suckers)                                  | Danny Cannon      | Danny Cannon és Josh Berman                                                                                  | 2004. február 5.     | 29,27 millió |
| 83.  | 14. | Papír vagy műanyag? (Paper or Plastic?)            | Kenneth Fink      | Naren Shankar                                                                                                | 2004. február 12.    | 30,71 millió |
| 84.  | 15. | Korai riasztás (Early Rollout)                     | Duane Clark       | Történet: Elizabeth Devine Tévéjáték: Anthony E. Zuiker és Carol Mendelsohn                                  | 2004. február 19.    | 30,87 millió |
| 85.  | 16. | Leszokás (Getting Off)                             | Kenneth Fink      | Jerry Stahl                                                                                                  | 2004. február 26.    | 28,01 millió |
| 86.  | 17. | XX (XX)                                            | Deran Sarafian    | Ethlie Ann Vare                                                                                              | 2004. március 11.    | 27,40 millió |
| 87.  | 18. | Velejéig rossz (Bad to the Bone)                   | David Grossman    | Eli Talbert                                                                                                  | 2004. április 1.     | 26,47 millió |
| 88.  | 19. | Csúnya szavak (Bad Words)                          | Rob Bailey        | Sarah Goldfinger                                                                                             | 2004. április 15.    | 23,79 millió |
| 89.  | 20. | Halott hasonmás (Dead Ringer)                      | Kenneth Fink      | Elizabeth Devine                                                                                             | 2004. április 29.    | 26,37 millió |
| 90.  | 21. | Fordul a csavar (Turn of the Screws)               | Deran Sarafian    | Történet: Carol Mendelsohn és Richard Catalani Tévéjáték: Josh Berman                                        | 2004. május 6.       | 20,39 millió |
| 91.  | 22. | A fogadásnak vége (No More Bets)                   | Richard J. Lewis  | Történet: Andrew Lipsitz és Dustin Lee Abraham Tévéjáték: Naren Shankar, Carol Mendelsohn és Judith McCreary | 2004. május 13.      | 22,53 millió |
| 92.  | 23. | Vérvonal (Bloodlines)                              | Kenneth Fink      | Történet: Eli Talbert és Sarah Goldfinger Tévéjáték: Carol Mendelsohn és Naren Shankar                       | 2004. május 20.      | 25,40 millió |

### 5. évad (2004-2005)
| Sor. | Év. | Cím                                                          | Rendező           | Író                                                                                         | Premier              | Nézettség    |
| ---- | --- | ------------------------------------------------------------ | ----------------- | ------------------------------------------------------------------------------------------- | -------------------- | ------------ |
| 93.  | 1.  | Viva Las Vegas! (Viva Las Vegas)                             | Danny Cannon      | Danny Cannon és Carol Mendelsohn                                                            | 2004. szeptember 23. | 30,57 millió |
| 94.  | 2.  | A csatornában (Down the Drain)                               | Kenneth Fink      | Naren Shankar                                                                               | 2004. október 7.     | 28,43 millió |
| 95.  | 3.  | Betakarítás (Harvest)                                        | David Grossman    | Judith McCreary                                                                             | 2004. október 14.    | 28,89 millió |
| 96.  | 4.  | Szarkalábak (Crow's Feet)                                    | Richard J. Lewis  | Josh Berman                                                                                 | 2004. október 21.    | 26,54 millió |
| 97.  | 5.  | Csere (Swap Meet)                                            | Danny Cannon      | David Rambo, Naren Shankar és Carol Mendelsohn                                              | 2004. október 28.    | 29,60 millió |
| 98.  | 6.  | Mi rágja Gilbert Grissomot? (What's Eating Gilbert Grissom?) | Kenneth Fink      | Sarah Goldfinger                                                                            | 2004. november 4.    | 30,58 millió |
| 99.  | 7.  | Formaságok (Formalities)                                     | Bill Eagles       | Dustin Lee Abraham és Naren Shankar                                                         | 2004. november 11.   | 29,64 millió |
| 100. | 8.  | Átalakítás (Ch-Ch-Changes)                                   | Richard J. Lewis  | Jerry Stahl                                                                                 | 2004. november 18.   | 31,46 millió |
| 101. | 9.  | Mea culpa (Mea Culpa)                                        | David Grossman    | Történet: Carol Mendelsohn és Josh Berman Tévéjáték: Josh Berman                            | 2004. november 25.   | 24,38 millió |
| 102. | 10. | Emberi érzések nélkül (No Humans Involved)                   | Rob Bailey        | Judith McCreary                                                                             | 2004. december 9.    | 29,83 millió |
| 103. | 11. | Ki lőtt le Holmest? (Who Shot Sherlock?)                     | Kenneth Fink      | David Rambo és Richard Catalani                                                             | 2005. január 6.      | 28,86 millió |
| 104. | 12. | Kígyók (Snakes)                                              | Richard J. Lewis  | Dustin Lee Abraham                                                                          | 2005. január 13.     | 27,55 millió |
| 105. | 13. | Bezárt babák (Nesting Dolls)                                 | Bill Eagles       | Sarah Goldfinger                                                                            | 2005. február 3.     | 24,95 millió |
| 106. | 14. | Elviselhetetlen (Unbearable)                                 | Kenneth Fink      | Josh Berman és Carol Mendelsohn                                                             | 2005. február 10.    | 27,85 millió |
| 107. | 15. | Óriásbébi (King Baby)                                        | Richard J. Lewis  | Jerry Stahl                                                                                 | 2005. február 17.    | 30,72 millió |
| 108. | 16. | Nagy különbség (Big Middle)                                  | Bill Eagles       | Történet: Dustin Lee Abraham Tévéjáték: Naren Shankar és Judith McCreary                    | 2005. február 24.    | 28,11 millió |
| 109. | 17. | Kényszer (Compulsion)                                        | Duane Clark       | Josh Berman és Richard Catalani                                                             | 2005. március 10.    | 29,40 millió |
| 110. | 18. | Az élet szikrája (Spark of Life)                             | Kenneth Fink      | Allen MacDonald                                                                             | 2005. március 31.    | 28,22 millió |
| 111. | 19. | 4x4 (4x4)                                                    | Terrence O'Hara   | Történet: Sarah Goldfinger és Naren Shankar Tévéjáték: Dustin Lee Abraham és David Rambo    | 2005. április 14.    | 27,54 millió |
| 112. | 20. | Brass kapitány (Hollywood Brass)                             | Bill Eagles       | Sarah Goldfinger és Carol Mendelsohn                                                        | 2005. április 21.    | 27,02 millió |
| 113. | 21. | Örök rabság (Committed)                                      | Richard J. Lewis  | Történet: Sarah Goldfinger és Uttam Narsu Tévéjáték: Richard J. Lewis                       | 2005. április 28.    | 23,68 millió |
| 114. | 22. | Willows bajban (Weeping Willows)                             | Kenneth Fink      | Areanne Lloyd                                                                               | 2005. május 5.       | 26,65 millió |
| 115. | 23. | Különös ügyek (Iced)                                         | Richard J. Lewis  | Josh Berman                                                                                 | 2005. május 12.      | 26,46 millió |
| 116. | 24. | A síron túl 1. rész (Grave Danger Part 1)                    | Quentin Tarantino | Történet: Quentin Tarantino Tévéjáték: Naren Shankar, Anthony E. Zuiker és Carol Mendelsohn | 2005. május 19.      | 30,73 millió |
| 117. | 25. | A síron túl 2. rész (Grave Danger Part 2)                    | Quentin Tarantino | Történet: Quentin Tarantino Tévéjáték: Naren Shankar, Anthony E. Zuiker és Carol Mendelsohn | 2005. május 19.      | 30,73 millió |

### 6. évad (2005-2006)
| Sor. | Év. | Cím                                                       | Rendező          | Író                                                                                           | Premier              | Nézettség    |
| ---- | --- | --------------------------------------------------------- | ---------------- | --------------------------------------------------------------------------------------------- | -------------------- | ------------ |
| 118. | 1.  | Utazó halottak (Bodies in Motion)                         | Richard J. Lewis | Történet: Naren Shankar és Carol Mendelsohn Tévéjáték: Naren Shankar                          | 2005. szeptember 22. | 29,02 millió |
| 119. | 2.  | Szobaszervíz (Room Service)                               | Kenneth Fink     | Dustin Lee Abraham és Henry Alonso Myers                                                      | 2005. szeptember 29. | 28,00 millió |
| 120. | 3.  | Harapófogó (Bite Me)                                      | Jeffrey Hunt     | Történet: Josh Berman és Carol Mendelsohn Tévéjáték: Josh Berman                              | 2005. október 6.     | 28,85 millió |
| 121. | 4.  | Üstökösök (Shooting Stars)                                | Danny Cannon     | Danny Cannon                                                                                  | 2005. október 13.    | 28,34 millió |
| 122. | 5.  | Rágónyomon (Gum Drops)                                    | Richard J. Lewis | Sarah Goldfinger                                                                              | 2005. október 20.    | 28,48 millió |
| 123. | 6.  | Titkok és legyek (Secrets and Flies)                      | Terrence O'Hara  | Josh Berman                                                                                   | 2005. november 3.    | 28,73 millió |
| 124. | 7.  | Átmenő lövés 1. rész (A Bullet Runs Through It, Part 1)   | Danny Cannon     | Richard Catalani és Carol Mendelsohn                                                          | 2005. november 10.   | 29,55 millió |
| 125. | 8.  | Átmenő lövés 2. rész (A Bullet Runs Through It, Part 2)   | Kenneth Fink     | Richard Catalani és Carol Mendelsohn                                                          | 2005. november 17.   | 28,98 millió |
| 126. | 9.  | A házaspár halála (Dog Eat Dog)                           | Duane Clark      | Dustin Lee Abraham és Allen MacDonald                                                         | 2005. november 24.   | 25,72 millió |
| 127. | 10. | Elveszett élet (Still Life)                               | Richard J. Lewis | David Rambo                                                                                   | 2005. december 8.    | 30,95 millió |
| 128. | 11. | Farkasemberek (Werewolves)                                | Kenneth Fink     | Josh Berman                                                                                   | 2006. január 5.      | 27,23 millió |
| 129. | 12. | Apuci kislánya (Daddy's Little Girl)                      | Terrence O'Hara  | Történet: Sarah Goldfinger és Naren Shankar Tévéjáték: Sarah Goldfinger és Henry Alonso Myers | 2006. január 19.     | 27,13 millió |
| 130. | 13. | Puszi, puszi, viszlát! (Kiss-Kiss, Bye-Bye)               | Danny Cannon     | David Rambo                                                                                   | 2006. január 26.     | 25,86 millió |
| 131. | 14. | A gyilkos fantom (Killer)                                 | Kenneth Fink     | Történet: Erik Saltzgaber Tévéjáték: Naren Shankar és Dustin Lee Abraham                      | 2006. február 2.     | 28,36 millió |
| 132. | 15. | A Harmadik Birodalom kalózai (Pirates of the Third Reich) | Richard J. Lewis | Jerry Stahl                                                                                   | 2006. február 9.     | 27,42 millió |
| 133. | 16. | A füsttel elszállt (Up in Smoke)                          | Duane Clark      | Josh Berman                                                                                   | 2006. március 2.     | 27,81 millió |
| 134. | 17. | Tűzoltós gyilkos (I Like to Watch)                        | Kenneth Fink     | Henry Alonso Myers és Richard Catalani                                                        | 2006. március 9.     | 27,16 millió |
| 135. | 18. | Különleges gyanúsított (The Unusual Suspect)              | Alec Smight      | Allen MacDonald                                                                               | 2006. március 30.    | 25,23 millió |
| 136. | 19. | Megbabonázva (Spellbound)                                 | Jeffrey Hunt     | Jacqueline Hoyt                                                                               | 2006. április 6.     | 23,33 millió |
| 137. | 20. | Rapper leszámolás (Poppin' Tags)                          | Bryan Spicer     | Dustin Lee Abraham                                                                            | 2006. április 13.    | 24,42 millió |
| 138. | 21. | Az anyós (Rashomama)                                      | Kenneth Fink     | Sarah Goldfinger                                                                              | 2006. április 27.    | 27,36 millió |
| 139. | 22. | Halálod beálltának ideje:.... (Time of Your Death)        | Dean White       | Történet: Danny Cannon Tévéjáték: David Rambo és Richard Catalani                             | 2006. május 4.       | 26,05 millió |
| 140. | 23. | Bumm-bumm (Bang-Bang)                                     | Terrence O'Hara  | Anthony E. Zuiker és Naren Shankar                                                            | 2006. május 11.      | 27,04 millió |
| 141. | 24. | Szép munka volt! (Way to Go)                              | Kenneth Fink     | Jerry Stahl                                                                                   | 2006. május 18.      | 25,40 millió |

### 7. évad (2006-2007)
| Sor. | Év. | Cím                                                              | Rendező            | Író                                                                                         | Premier              | Nézettség    |
| ---- | --- | ---------------------------------------------------------------- | ------------------ | ------------------------------------------------------------------------------------------- | -------------------- | ------------ |
| 142. | 1.  | Gyilkosságra teremtve 1. rész (Built to Kill, Part 1)            | Kenneth Fink       | Történet: Sarah Goldfinger Tévéjáték: David Rambo és Naren Shankar                          | 2006. szeptember 21. | 22,57 millió |
| 143. | 2.  | Gyilkosságra teremtve 2. rész (Built to Kill, Part 2)            | Kenneth Fink       | Történet: David Rambo Tévéjáték: Sarah Goldfinger és Naren Shankar                          | 2006. szeptember 28. | 23,77 millió |
| 144. | 3.  | Lábcédulák (Toe Tags)                                            | Jeffrey Hunt       | Történet: Allen MacDonald és Carol Mendelsohn Tévéjáték: Richard Catalani és Douglas Petrie | 2006. október 5.     | 21,51 millió |
| 145. | 4.  | Összeverve (Fannysmackin')                                       | Richard J. Lewis   | Dustin Lee Abraham                                                                          | 2006. október 12.    | 21,85 millió |
| 146. | 5.  | Átverés (Double-Cross)                                           | Michael Slovis     | Marlane Meyer                                                                               | 2006. október 19.    | 20,49 millió |
| 147. | 6.  | Kiégve (Burn Out)                                                | Alec Smight        | Jacqueline Hoyt                                                                             | 2006. november 2.    | 20,77 millió |
| 148. | 7.  | Halál után (Post-Mortem)                                         | Richard J. Lewis   | Történet: Naren Shankar Tévéjáték: Dustin Lee Abraham és David Rambo                        | 2006. november 9.    | 20,83 millió |
| 149. | 8.  | Véletlen (Happenstance)                                          | Jean de Segonzac   | Sarah Goldfinger                                                                            | 2006. november 16.   | 24,11 millió |
| 150. | 9.  | Élő legenda (Living Legend)                                      | Martha Coolidge    | Történet: Carol Mendelsohn és Douglas Petrie Tévéjáték: Douglas Petrie                      | 2006. november 23.   | 17,17 millió |
| 151. | 10. | Indíték (Loco Motives)                                           | Kenneth Fink       | Evan Dunsky                                                                                 | 2006. december 7.    | 23,25 millió |
| 152. | 11. | El Las Vegasból (Leaving Las Vegas)                              | Richard J. Lewis   | Történet: Allen MacDonald és Carol Mendelsohn Tévéjáték: Allen MacDonald                    | 2007. január 4.      | 26,12 millió |
| 153. | 12. | Édes kis Jane (Sweet Jane)                                       | Kenneth Fink       | Kenneth Fink és Naren Shankar                                                               | 2007. január 18.     | 21,41 millió |
| 154. | 13. | Fordított gyilkosság (Redrum)                                    | Martha Coolidge    | Történet: Richard Catalani és David Rambo Tévéjáték: Jacqueline Hoyt és Carol Mendelsohn    | 2007. január 25.     | 21,17 millió |
| 155. | 14. | Feketepiac (Meet Market)                                         | Paris Barclay      | Dustin Lee Abraham                                                                          | 2007. február 1.     | 21,49 millió |
| 156. | 15. | A gravitáció mélypontja (Law of Gravity)                         | Richard J. Lewis   | Történet: Richard Catalani Tévéjáték: Richard Catalani és Carol Mendelsohn                  | 2007. február 8.     | 22,52 millió |
| 157. | 16. | A szörnyeteg a dobozban (Monster in the Box)                     | Jeffrey Hunt       | Douglas Petrie és Naren Shankar                                                             | 2007. február 15.    | 22,71 millió |
| 158. | 17. | Bukott bálványok (Fallen Idols)                                  | Christopher Leitch | Marlane Meyer                                                                               | 2007. február 22.    | 21,78 millió |
| 159. | 18. | Üres szemek (Empty Eyes)                                         | Michael Slovis     | Allen MacDonald                                                                             | 2007. március 29.    | 22,71 millió |
| 160. | 19. | Nagy durranás (Big Shots)                                        | Jeff Woolnough     | Dustin Lee Abraham                                                                          | 2007. április 5.     | 21,69 millió |
| 161. | 20. | Laborpatkányok (Lab Rats)                                        | Brad Tanenbaum     | Történet: Naren Shankar és Sarah Goldfinger Tévéjáték: Sarah Goldfinger                     | 2007. április 12.    | 22,18 millió |
| 162. | 21. | Végre vége (Ending Happy)                                        | Kenneth Fink       | Evan Dunsky                                                                                 | 2007. április 26.    | 20,20 millió |
| 163. | 22. | Ugró gyíkok (Leapin' Lizards)                                    | Richard J. Lewis   | Történet: Carol Mendelsohn és David Rambo Tévéjáték: David Rambo                            | 2007. május 3.       | 19,02 millió |
| 164. | 23. | A jó, a rossz és a domina (The Good, the Bad and the Dominatrix) | Alec Smight        | Jacqueline Hoyt                                                                             | 2007. május 10.      | 18,75 millió |
| 165. | 24. | Élő baba (Living Doll)                                           | Kenneth Fink       | Naren Shankar és Sarah Goldfinger                                                           | 2007. május 17.      | 20,45 millió |

### 8. évad (2007-2008)
| Sor. | Év. | Cím                                                                 | Rendező            | Író                                                                                            | Premier              | Nézettség    |
| ---- | --- | ------------------------------------------------------------------- | ------------------ | ---------------------------------------------------------------------------------------------- | -------------------- | ------------ |
| 166. | 1.  | Halott baba (Dead Doll)                                             | Kenneth Fink       | Történet: Naren Shankar Tévéjáték: Dustin Lee Abraham és Allen MacDonald                       | 2007. szeptember 27. | 25,22 millió |
| 167. | 2.  | Étlap (A La Cart)                                                   | Richard J. Lewis   | Sarah Goldfinger és Richard Catalani                                                           | 2007. október 4.     | 20,97 millió |
| 168. | 3.  | Menj a pokolba (Go to Hell)                                         | Jeffrey Hunt       | Douglas Petrie                                                                                 | 2007. október 11.    | 19,79 millió |
| 169. | 4.  | A keresztöltözésű férfi esete (The Case of the Cross-Dressing Carp) | Alec Smight        | David Rambo és Jacqueline Hoyt                                                                 | 2007. október 18.    | 21,22 millió |
| 170. | 5.  | Rémségek kicsiny boltja (The Chick Chop Flick Shop)                 | Richard J. Lewis   | Evan Dunsky                                                                                    | 2007. november 1.    | 19,06 millió |
| 171. | 6.  | Ki és mit (Who & What)                                              | Danny Cannon       | Történet: Carol Mendelsohn és Naren Shankar Tévéjáték: Richard Catalani és Danny Cannon        | 2007. november 8.    | 21,94 millió |
| 172. | 7.  | Isten veled (Goodbye & Good Luck)                                   | Kenneth Fink       | Történet: Allen MacDonald és Sarah Goldfinger Tévéjáték: Allen MacDonald és Naren Shankar      | 2007. november 15.   | 21,37 millió |
| 173. | 8.  | Te öltél meg (You Kill Me)                                          | Paris Barclay      | Történet: Naren Shankar és Sarah Goldfinger Tévéjáték: Douglas Petrie és Naren Shankar         | 2007. november 22.   | 14,75 millió |
| 174. | 9.  | Csótányok (Cockroaches)                                             | William Friedkin   | Dustin Lee Abraham                                                                             | 2007. december 6.    | 18,80 millió |
| 175. | 10. | Kutyaviadal (Lying Down With Dogs)                                  | Michael Slovis     | Christopher Barbour és Michael F.X. Daley                                                      | 2007. december 13.   | 19,87 millió |
| 176. | 11. | A bika (Bull)                                                       | Richard J. Lewis   | Történet: David Rambo és Steven Felder Tévéjáték: David Rambo                                  | 2008. január 10.     | 18,19 millió |
| 177. | 12. | Grissom isteni színjátéka (Grissom's Divine Comedy)                 | Richard J. Lewis   | Történet: Jacqueline Hoyt és Carol Mendelsohn Tévéjáték: Jacqueline Hoyt                       | 2008. április 3.     | 20,58 millió |
| 178. | 13. | Ezer nap a Földön (A Thousand Days on Earth)                        | Kenneth Fink       | Evan Dunsky                                                                                    | 2008. április 10.    | 20,09 millió |
| 179. | 14. | Kimaradva (Drops' Out)                                              | Jeffrey Hunt       | Történet: Dustin Lee Abraham és Naren Shankar Tévéjáték: Dustin Lee Abraham és Allen MacDonald | 2008. április 24.    | 17,02 millió |
| 180. | 15. | A mindenség elmélete (The Theory of Everything)                     | Christopher Leitch | Történet: Carol Mendelsohn és David Rambo Tévéjáték: Douglas Petrie és David Rambo             | 2008. május 1.       | 18,01 millió |
| 181. | 16. | Két és fél halál (Two and a Half Deaths)                            | Alec Smight        | Chuck Lorre és Lee Aronsohn                                                                    | 2008. május 8.       | 18,07 millió |
| 182. | 17. | Geddáért (For Gedda)                                                | Kenneth Fink       | Történet: Dustin Lee Abraham és Kenneth Fink Tévéjáték: Dustin Lee Abraham és Richard Catalani | 2008. május 15.      | 18,06 millió |

### 9. évad (2008-2009)
| Sor. | Év. | Cím                                                            | Rendező            | Író                                                                                     | Premier            | Nézettség    |
| ---- | --- | -------------------------------------------------------------- | ------------------ | --------------------------------------------------------------------------------------- | ------------------ | ------------ |
| 183. | 1.  | Warrickért (For Warrick)                                       | Richard J. Lewis   | Történet: Carol Mendelsohn Tévéjáték: Allen MacDonald és Richard J. Lewis               | 2008. október 9.   | 23,49 millió |
| 184. | 2.  | Egy boldog hely (The Happy Place)                              | Nathan Hope        | Sarah Goldfinger                                                                        | 2008. október 16.  | 19,28 millió |
| 185. | 3.  | A művészet utánozza az életet (Art Imitates Life)              | Kenneth Fink       | Evan Dunsky                                                                             | 2008. október 23.  | 19,49 millió |
| 186. | 4.  | Elvérezve (Let It Bleed)                                       | Brad Tanenbaum     | Corinne Marrinan                                                                        | 2008. október 30.  | 19,10 millió |
| 187. | 5.  | Ne törődj a többivel (Leave Out All the Rest)                  | Kenneth Fink       | Jacqueline Hoyt                                                                         | 2008. november 6.  | 18,18 millió |
| 188. | 6.  | Fogd rá a nagybácsira (Say Uncle)                              | Richard J. Lewis   | Dustin Lee Abraham                                                                      | 2008. november 13. | 19,05 millió |
| 189. | 7.  | Halálos tévedés (Woulda, Coulda, Shoulda)                      | Brad Tanenbaum     | Történet: Naren Shankar és Allen MacDonald Tévéjáték: Allen MacDonald                   | 2008. november 20. | 18,45 millió |
| 190. | 8.  | Felszarvazva (Young Man with a Horn)                           | Jeffrey Hunt       | David Rambo                                                                             | 2008. december 4.  | 17,48 millió |
| 191. | 9.  | A tizenkilencedik (19 Down...)                                 | Kenneth Fink       | Naren Shankar és Carol Mendelsohn                                                       | 2008. december 11. | 20,86 millió |
| 192. | 10. | Távozás (One to Go)                                            | Alec Smight        | Carol Mendelsohn és Naren Shankar                                                       | 2009. január 15.   | 24,25 millió |
| 193. | 11. | Nehéz műszak (The Grave Shift)                                 | Richard J. Lewis   | David Weddle és Bradley Thompson                                                        | 2009. január 22.   | 17,57 millió |
| 194. | 12. | Fegyvertelen és veszélyes (Disarmed & Dangerous)               | Kenneth Fink       | Dustin Lee Abraham és Evan Dunsky                                                       | 2009. január 29.   | 20,15 millió |
| 195. | 13. | Ropogósra sütve és üdítően mentásan (Deep Fried & Minty Fresh) | Alec Smight        | Corinne Marrinan és Sarah Goldfinger                                                    | 2009. február 12.  | 17,94 millió |
| 196. | 14. | Elbaltázott igazság (Miscarriage of Justice)                   | Louis Shaw Milito  | Richard Catalani és Jacqueline Hoyt                                                     | 2009. február 19.  | 16,92 millió |
| 197. | 15. | Ölj meg, ha tudsz (Kill Me If You Can)                         | Nathan Hope        | Történet: Bradley Thompson és David Weddle Tévéjáték: Allen MacDonald                   | 2009. február 26.  | 17,72 millió |
| 198. | 16. | Körforgás (Turn, Turn, Turn)                                   | Richard J. Lewis   | Tom Mularz                                                                              | 2009. március 5.   | 20,88 millió |
| 199. | 17. | Nincs kiút (No Way Out)                                        | Alec Smight        | Fulvia Charles-Lindsay                                                                  | 2009. március 12.  | 17,13 millió |
| 200. | 18. | Álarc (Mascara)                                                | William Friedkin   | Történet: Dustin Lee Abraham és Naren Shankar Tévéjáték: Dustin Lee Abraham             | 2009. április 2.   | 14,63 millió |
| 201. | 19. | Zuhanás (The Descent of Man)                                   | Christopher Leitch | Evan Dunsky                                                                             | 2009. április 9.   | 16,63 millió |
| 202. | 20. | Rejtélyes Űr (A Space Oddity)                                  | Michael Nankin     | Történet: Naren Shankar Tévéjáték: David Weddle és Bradley Thompson                     | 2009. április 16.  | 15,72 millió |
| 203. | 21. | Ha kalapácsom lenne (If I Had a Hammer…)                       | Brad Tanenbaum     | Történet: Daniel Steck Tévéjáték: Allen MacDonald és Corinne Marrinan                   | 2009. április 23.  | 14,64 millió |
| 204. | 22. | Elment a vonat (The Gone Dead Train)                           | Alec Smight        | Jacqueline Hoyt                                                                         | 2009. április 30.  | 15,54 millió |
| 205. | 23. | A fellegekben járva (Hog Heaven)                               | Louis Shaw Milito  | David Rambo                                                                             | 2009. május 7.     | 14,91 millió |
| 206. | 24. | Mindent bele (All In)                                          | Paris Barclay      | Történet: Naren Shankar és Phillip Schenkler Tévéjáték: Evan Dunsky és Richard Catalani | 2009. május 14.    | 14,81 millió |

### 10. évad (2009-2010)
| Sor. | Év. | Cím                                           | Rendező           | Író                                                                                   | Premier              | Nézettség    |
| ---- | --- | --------------------------------------------- | ----------------- | ------------------------------------------------------------------------------------- | -------------------- | ------------ |
| 207. | 1.  | Autóbaleset, vagy gyilkosság? (Family Affair) | Kenneth Fink      | Történet: Naren Shankar Tévéjáték: Bradley Thompson és David Weddle                   | 2009. szeptember 24. | 16,04 millió |
| 208. | 2.  | Masni és tapétakés (Ghost Town)               | Alec Smight       | Történet: Dustin Lee Abraham és Carol Mendelsohn Tévéjáték: Dustin Lee Abraham        | 2009. október 1.     | 15,94 millió |
| 209. | 3.  | Nehéz helyzetben (Working Stiffs)             | Naren Shankar     | Naren Shankar                                                                         | 2009. október 8.     | 14,90 millió |
| 210. | 4.  | Négy lövés (Coup de Grace)                    | Paris Barclay     | Történet: David Rambo és Richard Catalani Tévéjáték: David Rambo                      | 2009. október 15.    | 15,37 millió |
| 211. | 5.  | Véres sport (Bloodsport)                      | Jeffrey Hunt      | Allen MacDonald                                                                       | 2009. október 29.    | 15,24 millió |
| 212. | 6.  | Bosszú (Death & The Maiden)                   | Brad Tanenbaum    | Jacqueline Hoyt                                                                       | 2009. november 5.    | 15,60 millió |
| 213. | 7.  | Lánykereskedők (The Lost Girls)               | Alec Smight       | David Weddle és Bradley Thompson                                                      | 2009. november 12.   | 17,38 millió |
| 214. | 8.  | Gyilkosság a tekepályánál (Lover's Lanes)     | Andrew Bernstein  | Dustin Lee Abraham                                                                    | 2009. november 19.   | 14,91 millió |
| 215. | 9.  | Kettős gyilkosság (Appendicitement)           | Kenneth Fink      | Evan Dunsky                                                                           | 2009. december 10.   | 16,43 millió |
| 216. | 10. | Rejtélyes tettes (Better Off Dead)            | Jeffrey Hunt      | Történet: Richard Catalani és Tom Mularz Tévéjáték: Corinne Marrinan és Tom Mularz    | 2009. december 17.   | 15,58 millió |
| 217. | 11. | Igor, vagy egy másoló? (Sin City Blue)        | Louis Shaw Milito | Történet: Daniel Steck Tévéjáték: David Rambo és Jacqueline Hoyt                      | 2010. január 14.     | 15,33 millió |
| 218. | 12. | Az egykori profi golfos (Long Ball)           | Alec Smight       | Christopher Barbour                                                                   | 2010. január 21.     | 14,29 millió |
| 219. | 13. | Halál a gimnáziumban (Internal Combustion)    | Brad Tanenbaum    | Jennifer N. Levin                                                                     | 2010. február 4.     | 14,49 millió |
| 220. | 14. | A gitáros esete (Unshockable)                 | Kenneth Fink      | Michael Frost Beckner                                                                 | 2010. március 4.     | 15,59 millió |
| 221. | 15. | Sohaország (Neverland)                        | Alec Smight       | Tom Mularz                                                                            | 2010. március 11.    | 15,25 millió |
| 222. | 16. | Az új üzlet világa (The Panty Sniffer)        | Louis Shaw Milito | Történet: Richard Catalani és Jacqueline Hoyt Tévéjáték: Jacqueline Hoyt              | 2010. április 1.     | 13,35 millió |
| 223. | 17. | Dr. Jekyll visszatért (Irradiator)            | Michael Nankin    | Bradley Thompson és David Weddle                                                      | 2010. április 8.     | 14,97 millió |
| 224. | 18. | Túl messzire mentél (Field Mice)              | Brad Tanenbaum    | Történet: Naren Shankar és Jennifer N. Levin Tévéjáték: Liz Vassey és Wallace Langham | 2010. április 15.    | 13,19 millió |
| 225. | 19. | Múlt és jelen (World's End)                   | Alec Smight       | Evan Dunsky                                                                           | 2010. április 22.    | 13,35 millió |
| 226. | 20. | Az utolsó fellépés (Take My Life, Please!)    | Martha Coolidge   | David Rambo és Dustin Lee Abraham                                                     | 2010. április 29.    | 13,63 millió |
| 227. | 21. | A család nyomában (Lost & Found)              | Frank Waldeck     | Történet: Elizabeth Devine Tévéjáték: Corinne Marrinan                                | 2010. május 6.       | 14,15 millió |
| 228. | 22. | Ki vagy, Doki? (Doctor Who)                   | Jeffrey Hunt      | Tom Mularz                                                                            | 2010. május 13.      | 13,42 millió |
| 229. | 23. | Dr. Jekyll (Meat Jekyll)                      | Alec Smight       | Történet: Naren Shankar Tévéjáték: Evan Dunsky                                        | 2010. május 20.      | 14,35 millió |

### 11. évad (2010-2011)
| Sor. | Év. | Cím                                                | Rendező           | Író                                                                                                | Premier              | Nézettség    |
| ---- | --- | -------------------------------------------------- | ----------------- | -------------------------------------------------------------------------------------------------- | -------------------- | ------------ |
| 230. | 1.  | A robbantás (Shockwaves)                           | Alec Smight       | David Weddle és Bradley Thompson                                                                   | 2010. szeptember 23. | 14,69 millió |
| 231. | 2.  | Cápa a medencében (Pool Shark)                     | Michael Nankin    | Dustin Lee Abraham                                                                                 | 2010. szeptember 30. | 13,41 millió |
| 232. | 3.  | Véres hold (Blood Moon)                            | Brad Tanenbaum    | Treena Hancock és Melissa R. Byer                                                                  | 2010. október 7.     | 12,50 millió |
| 233. | 4.  | Mint a penge (Sqweegel)                            | Jeffrey Hunt      | Történet: Anthony E. Zuiker és Duane Swierczynski Tévéjáték: Anthony E. Zuiker és Carol Mendelsohn | 2010. október 14.    | 14,45 millió |
| 234. | 5.  | A gyűjtögető háza (House of Hoarders)              | Alec Smight       | Christopher Barbour                                                                                | 2010. október 21.    | 14,96 millió |
| 235. | 6.  | Hidegvérű gyilkosok (Cold Blooded)                 | Louis Shaw Milito | Tom Mularz                                                                                         | 2010. október 28.    | 14,27 millió |
| 236. | 7.  | Darálóban (Bump & Grind)                           | Michael Nankin    | Don McGill                                                                                         | 2010. november 4.    | 13,96 millió |
| 237. | 8.  | Törés (Fracked)                                    | Martha Coolidge   | Bradley Thompson és David Weddle                                                                   | 2010. november 11.   | 13,00 millió |
| 238. | 9.  | Vadállatok (Wild Life)                             | Charles Haid      | Melissa R. Byer és Treena Hancock                                                                  | 2010. november 18.   | 14,15 millió |
| 239. | 10. | 418/427 (418/427)                                  | Frank Waldeck     | Michael Frost Beckner                                                                              | 2010. december 9.    | 13,17 millió |
| 240. | 11. | Fogadjunk! (Man Up)                                | Alec Smight       | Michael F.X. Daley                                                                                 | 2011. január 6.      | 14,22 millió |
| 241. | 12. | A halál csókja (A Kiss Before Frying)              | Brad Tanenbaum    | Evan Dunsky                                                                                        | 2011. január 20.     | 14,34 millió |
| 242. | 13. | A két Mrs Grissom (The Two Mrs. Grissoms)          | Steven Felder     | Történet: Christopher Barbour Tévéjáték: Treena Hancock és Melissa R. Byer                         | 2011. február 3.     | 13,98 millió |
| 243. | 14. | Hamvak (All That Cremains)                         | Jeffrey Hunt      | Dustin Lee Abraham                                                                                 | 2011. február 10.    | 12,64 millió |
| 244. | 15. | A megszállottság célpontjai (Targets of Obsession) | Alec Smight       | David Weddle és Bradley Thompson                                                                   | 2011. február 17.    | 13,29 millió |
| 245. | 16. | Tetszhalottak (Turn On, Tune In, Drop Dead)        | Paul McCrane      | Tom Mularz                                                                                         | 2011. február 24.    | 12,41 millió |
| 246. | 17. | A lista (The List)                                 | Louis Shaw Milito | Richard Catalani                                                                                   | 2011. március 10.    | 13,39 millió |
| 247. | 18. | Egy teljes kör (Hitting for the Cycle)             | Alec Smight       | Daniel Steck és Richard Catalani                                                                   | 2011. március 31.    | 12,76 millió |
| 248. | 19. | Póráz nélkül (Unleashed)                           | Brad Tanenbaum    | Ed Whitmore és Anthony E. Zuiker                                                                   | 2011. április 7.     | 13,06 millió |
| 249. | 20. | A menyasszony apja (Father of the Bride)           | Frank Waldeck     | Evan Dunsky                                                                                        | 2011. április 28.    | 10,84 millió |
| 250. | 21. | Cselló és búcsú (Cello and Goodbye)                | Alec Smight       | Christopher Barbour és Don McGill                                                                  | 2011. május 5.       | 10,67 millió |
| 251. | 22. | Egy sötét házban (In a Dark, Dark House)           | Jeffrey Hunt      | Tom Mularz                                                                                         | 2011. május 12.      | 11,77 millió |

### 12. évad (2011-2012)
| Sor. | Év. | Cím                                         | Rendező           | Író                                                                                             | Premier              | Nézettség    |
| ---- | --- | ------------------------------------------- | ----------------- | ----------------------------------------------------------------------------------------------- | -------------------- | ------------ |
| 252. | 1.  | 73 másodperc (73 Seconds)                   | Alec Smight       | Gavin Harris                                                                                    | 2011. szeptember 21. | 12,74 millió |
| 253. | 2.  | Árulkodó szívek (Tell-Tale Hearts)          | Brad Tanenbaum    | Történet: Larry M. Mitchell Tévéjáték: Joe Pokaski                                              | 2011. szeptember 28. | 11,76 millió |
| 254. | 3.  | Keserédes (Bittersweet)                     | Frank Waldeck     | Melissa R. Byer és Treena Hancock                                                               | 2011. október 5.     | 11,98 millió |
| 255. | 4.  | Szobafiú (Maid Man)                         | Martha Coolidge   | Dustin Lee Abraham                                                                              | 2011. október 12.    | 10,93 millió |
| 256. | 5.  | Apák és lányaik (CSI Down)                  | Jeffrey Hunt      | Történet: Gavin Harris Tévéjáték: Tom Mularz                                                    | 2011. október 19.    | 10,79 millió |
| 257. | 6.  | A vándorcirkusz (Freaks & Geeks)            | Alec Smight       | Christopher Barbour                                                                             | 2011. november 2.    | 10,79 millió |
| 258. | 7.  | Agycsere (Brain Doe)                        | Brad Tanenbaum    | Gavin Harris                                                                                    | 2011. november 9.    | 10,16 millió |
| 259. | 8.  | Bűn bűnt követ (Crime After Crime)          | Paul McCrane      | Történet: Richard Catalani Tévéjáték: Tom Mularz                                                | 2011. november 16.   | 10,60 millió |
| 260. | 9.  | Cipzár (Zippered)                           | Alec Smight       | Joe Pokaski                                                                                     | 2011. december 7.    | 11,14 millió |
| 261. | 10. | Genetikai zavar (Genetic Disorder)          | Frank Waldeck     | Elizabeth Devine                                                                                | 2011. december 14.   | 12,23 millió |
| 262. | 11. | Willows és a megbízás (Ms. Willows Regrets) | Louis Shaw Milito | Történet: Christopher Barbour Tévéjáték: Christopher Barbour és Don McGill                      | 2012. január 18.     | 12,02 millió |
| 263. | 12. | Willows szökésben (Willows in the Wind)     | Alec Smight       | Történet: Carol Mendelsohn és Don McGill Tévéjáték: Christopher Barbour és Richard Catalani     | 2012. január 25.     | 14,26 millió |
| 264. | 13. | A borbély gyilkos (Tressed to Kill)         | Brad Tanenbaum    | Ed Whitmore                                                                                     | 2012. február 8.     | 10,88 millió |
| 265. | 14. | Vér (Seeing Red)                            | Frank Waldeck     | Christopher Barbour és Tom Mularz                                                               | 2012. február 15.    | 11,09 millió |
| 266. | 15. | Házilopás (Stealing Home)                   | Alec Smight       | Treena Hancock és Melissa R. Byer                                                               | 2012. február 22.    | 11,91 millió |
| 267. | 16. | Áramszünet (CSI Unplugged)                  | Jeffrey Hunt      | Gavin Harris                                                                                    | 2012. február 29.    | 11,30 millió |
| 268. | 17. | Egyetemi botrány (Trends with Benefits)     | Louis Shaw Milito | Jack Gutowitz                                                                                   | 2012. március 14.    | 11,71 millió |
| 269. | 18. | Gond Csodaországban (Malice in Wonderland)  | Alec Smight       | Joe Pokaski                                                                                     | 2012. március 21.    | 11,38 millió |
| 270. | 19. | Testvérek (Split Decisions)                 | Brad Tanenbaum    | Michael F.X. Daley és Richard Catalani                                                          | 2012. április 4.     | 12,06 millió |
| 271. | 20. | Fordul a kocka (Altered Stakes)             | David Semel       | Történet: Melissa R. Byer és Treena Hancock Tévéjáték: Elizabeth Devine                         | 2012. április 11.    | 9,94 millió  |
| 272. | 21. | Dűnék és füst (Dune and Gloom)              | Jeffrey Hunt      | Tom Mularz                                                                                      | 2012. május 2.       | 9,75 millió  |
| 273. | 22. | Hazai meccs (Homecoming)                    | Alec Smight       | Történet: Christopher Barbour és Larry M. Mitchell Tévéjáték: Christopher Barbour és Don McGill | 2012. május 9.       | 10,73 millió |

### 13. évad (2012-2013)
| Sor. | Év. | Cím                                            | Rendező           | Író                                                                        | Premier              | Nézettség    |
| ---- | --- | ---------------------------------------------- | ----------------- | -------------------------------------------------------------------------- | -------------------- | ------------ |
| 274. | 1.  | A karma és a bosszú (Karma to Burn)            | Alec Smight       | Történet: Christopher Barbour Tévéjáték: Christopher Barbour és Don McGill | 2012. szeptember 26. | 10,76 millió |
| 275. | 2.  | Kék kód specialitás (Code Blue Plate Special)  | Louis Shaw Milito | Andrew Dettmann                                                            | 2012. október 10.    | 10,70 millió |
| 276. | 3.  | Vadvirágok (Wild Flowers)                      | Brad Tanenbaum    | Joe Pokaski                                                                | 2012. október 17.    | 10,63 millió |
| 277. | 4.  | Ez nagyon jó év volt (It Was a Very Good Year) | Frank Waldeck     | Gavin Harris                                                               | 2012. október 24.    | 9,95 millió  |
| 278. | 5.  | Kutyaszív (Play Dead)                          | Eagle Egilsson    | Treena Hancock és Melissa R. Byer                                          | 2012. október 31.    | 10,91 millió |
| 279. | 6.  | Az edző halála (Pick and Roll)                 | Alec Smight       | Rick Eid                                                                   | 2012. november 7.    | 10,33 millió |
| 280. | 7.  | Bukott angyalok (Fallen Angels)                | Louis Shaw Milito | Tom Mularz                                                                 | 2012. november 14.   | 11,01 millió |
| 281. | 8.  | Lezáratlan ügy (CSI on Fire)                   | Jeffrey Hunt      | Történet: Carol Mendelsohn és Richard Catalani Tévéjáték: Thomas Hoppe     | 2012. november 21.   | 10,77 millió |
| 282. | 9.  | Minden szál összefut (Strip Maul)              | Alec Smight       | Christopher Barbour                                                        | 2012. november 28.   | 12,11 millió |
| 283. | 10. | Rázós business-osztály (Risky Business Class)  | Frank Waldeck     | Elizabeth Devine                                                           | 2012. december 12.   | 9,59 millió  |
| 284. | 11. | Halál élő adásban (Dead Air)                   | Phil Conserva     | Joe Pokaski                                                                | 2013. január 16.     | 11,14 millió |
| 285. | 12. | Kettős hiba (Double Fault)                     | Brad Tanenbaum    | Melissa R. Byer és Treena Hancock                                          | 2013. január 23.     | 11,46 millió |
| 286. | 13. | Borban az igazság (In Vino Veritas)            | Louis Shaw Milito | Rick Eid                                                                   | 2013. február 6.     | 10,97 millió |
| 287. | 14. | Száműzöttek (Exile)                            | Jeffrey Hunt      | Carlos M. Marimon                                                          | 2013. február 13.    | 8,54 millió  |
| 288. | 15. | El ne felejts! (Forget Me Not)                 | Karen Gaviola     | Andrew Dettmann                                                            | 2013. február 20.    | 10,65 millió |
| 289. | 16. | Az utolsó nő a gáton (Last Woman Standing)     | Brad Tanenbaum    | Gavin Harris                                                               | 2013. február 27.    | 9,44 millió  |
| 290. | 17. | Az osztály krémje (Dead of the Class)          | Alec Smight       | Tom Mularz                                                                 | 2013. március 20.    | 10,53 millió |
| 291. | 18. | Óvd gyermekedet (Sheltered)                    | Louis Shaw Milito | Michael F.X. Daley                                                         | 2013. április 3.     | 9,89 millió  |
| 292. | 19. | Törlesztés (Backfire)                          | Frank Waldeck     | Jack Gutowitz                                                              | 2013. április 10.    | 11,11 millió |
| 293. | 20. | A rettenthetetlen (Fearless)                   | Eagle Egilsson    | Gavin Harris                                                               | 2013. május 1.       | 9,49 millió  |
| 294. | 21. | A múlt szellemei (Ghosts of the Past)          | Brad Tanenbaum    | Andrew Dettmann                                                            | 2013. május 8.       | 9,82 millió  |
| 295. | 22. | Kockázatos akció (Skin in the Game)            | Alec Smight       | Történet: Christopher Barbour Tévéjáték: Christopher Barbour és Don McGill | 2013. május 15.      | 9,53 millió  |

### 14. évad (2013-2014)
| Sor. | Év. | Cím                                                    | Rendező           | Író                                                                        | Premier              | Nézettség    |
| ---- | --- | ------------------------------------------------------ | ----------------- | -------------------------------------------------------------------------- | -------------------- | ------------ |
| 296. | 1.  | Az ördög és D.B. Russell (The Devil and D.B. Russell)  | Alec Smight       | Történet: Christopher Barbour Tévéjáték: Christopher Barbour és Don McGill | 2013. szeptember 25. | 9,12 millió  |
| 297. | 2.  | Fogd a pénzt és fuss! (Take the Money and Run)         | Louis Shaw Milito | Andrew Dettmann                                                            | 2013. október 2.     | 9,66 millió  |
| 298. | 3.  | Fáklya dal (Torch Song)                                | Brad Tanenbaum    | Történet: Elizabeth Devine Tévéjáték: Tom Mularz                           | 2013. október 9.     | 8,82 millió  |
| 299. | 4.  | Az utolsó vacsora (Last Supper)                        | Frank Waldeck     | Treena Hancock és Melissa R. Byer                                          | 2013. október 16.    | 9,45 millió  |
| 300. | 5.  | Kockáról kockára (Frame by Frame)                      | Alec Smight       | Gavin Harris                                                               | 2013. október 23.    | 10,45 millió |
| 301. | 6.  | Zálogház (Passed Pawns)                                | Phil Conserva     | Történet: Michael F.X. Daley Tévéjáték: Christopher Barbour                | 2013. október 30.    | 9,50 millió  |
| 302. | 7.  | Egy felhő alatt (Under a Cloud)                        | Brad Tanenbaum    | Elizabeth Devine és Richard Catalani                                       | 2013. november 6.    | 9,08 millió  |
| 303. | 8.  | Tehetetlenség (Helpless)                               | Karen Gaviola     | Tom Mularz                                                                 | 2013. november 13.   | 10,47 millió |
| 304. | 9.  | A 114-es szoba titka (Check In and Check Out)          | Louis Shaw Milito | Andrew Dettmann                                                            | 2013. november 20.   | 11,19 millió |
| 305. | 10. | Vad csajok (Girls Gone Wild)                           | Alec Smight       | Melissa R. Byer és Treena Hancock                                          | 2013. november 27.   | 10,94 millió |
| 306. | 11. | Az eltévedt rénszarvas (The Lost Reindeer)             | Frank Waldeck     | Gavin Harris                                                               | 2013. december 11.   | 10,18 millió |
| 307. | 12. | Maradj nyugodt és menj tovább (Keep Calm and Carry-On) | Brad Tanenbaum    | Thomas Hoppe                                                               | 2014. január 15.     | 10,30 millió |
| 308. | 13. | Boston fék (Boston Brakes)                             | Eagle Egilsson    | Christopher Barbour                                                        | 2014. január 22.     | 9,47 millió  |
| 309. | 14. | A halottakért (De Los Muertos)                         | Louis Shaw Milito | Történet: Richard Catalani Tévéjáték: Tom Mularz                           | 2014. február 5.     | 11,16 millió |
| 310. | 15. | Eladó szerelem (Love for Sale)                         | Frank Waldeck     | Andrew Dettmann                                                            | 2014. február 19.    | 9,77 millió  |
| 311. | 16. | A gyilkos lép (Killer Moves)                           | Alec Smight       | Mary Leah Sutton                                                           | 2014. március 5.     | 9,29 millió  |
| 312. | 17. | Hosszú az út hazafelé (Long Road Home)                 | Phil Conserva     | Gavin Harris                                                               | 2014. március 12.    | 10,15 millió |
| 313. | 18. | Váratlan vendég (Uninvited)                            | Brad Tanenbaum    | Történet: Treena Hancock és Melissa R. Byer Tévéjáték: Elizabeth Devine    | 2014. március 19.    | 10,20 millió |
| 314. | 19. | A bűnbeesett (The Fallen)                              | Louis Shaw Milito | Deanna Shumaker                                                            | 2014. április 2.     | 9,77 millió  |
| 315. | 20. | Elfogyasztva (Consumed)                                | Karen Gaviola     | Tom Mularz                                                                 | 2014. április 9.     | 9,11 millió  |
| 316. | 21. | Cicus (Kitty)                                          | Eagle Egilsson    | Carol Mendelsohn, Ann Donahue és Anthony E. Zuiker                         | 2014. április 30.    | 9,95 millió  |
| 317. | 22. | Nyomában halál terem (Dead in His Tracks)              | Alec Smight       | Andrew Dettmann                                                            | 2014. május 7.       | 10,01 millió |

### 15. évad (2014-2015)
| Sor. | Év. | Cím                                         | Rendező           | Író                               | Premier              | Nézettség    |
| ---- | --- | ------------------------------------------- | ----------------- | --------------------------------- | -------------------- | ------------ |
| 318. | 1.  | Kikötői effektus (The CSI Effect)           | Alec Smight       | Christopher Barbour és Don McGill | 2014. szeptember 28. | 9,36 millió  |
| 319. | 2.  | Váltságdíj semmiért (Buzz Kill)             | Frank Waldeck     | Andrew Dettmann                   | 2014. október 5.     | 8,04 millió  |
| 320. | 3.  | Rossz vér (Bad Blood)                       | Louis Shaw Milito | Tom Mularz                        | 2014. október 12.    | 8,77 millió  |
| 321. | 4.  | Az árnyak könyve (The Book of Shadows)      | Brad Tanenbaum    | Gavin Harris                      | 2014. október 19.    | 8,85 millió  |
| 322. | 5.  | Vad lányok (Girls Gone Wilder)              | Frank Waldeck     | Melissa R. Byer és Treena Hancock | 2014. november 9.    | 8,67 millió  |
| 323. | 6.  | Iker paradoxon (The Twin Paradox)           | Phil Conserva     | Christopher Barbour               | 2014. november 16.   | 8,45 millió  |
| 324. | 7.  | A gyógyuláshoz vezető út (Road to Recovery) | Alec Smight       | Andrew Dettmann                   | 2014. november 23.   | 7,88 millió  |
| 325. | 8.  | Babagyilkosság (Rubbery Homicide)           | Louis Shaw Milito | Tom Mularz                        | 2014. november 30.   | 8,30 millió  |
| 326. | 9.  | Kössünk üzletet (Let's Make a Deal)         | Brad Tanenbaum    | Elizabeth Devine                  | 2014. december 7.    | 7,89 millió  |
| 327. | 10. | Holtvágány (Dead Rails)                     | Frank Waldeck     | Gavin Harris                      | 2014. december 14.   | 7,18 millió  |
| 328. | 11. | Állásszög (Angle of Attack)                 | Kevin Bray        | M. Scott Veach                    | 2014. december 21.   | 7,34 millió  |
| 329. | 12. | Halott erdő (Dead Woods)                    | Phil Conserva     | Treena Hancock és Melissa R. Byer | 2014. december 28.   | 7,84 millió  |
| 330. | 13. | A köz érdekében (The Greater Good)          | Alec Smight       | Christopher Barbour               | 2015. január 4.      | 8,62 millió  |
| 331. | 14. | Szörnyeteg-piac (Merchants of Menace)       | Claudia Yarmy     | Tom Mularz                        | 2015. január 25.     | 8,25 millió  |
| 332. | 15. | Hős a sikátorban (Hero to Zero)             | Phil Conserva     | Andrew Dettmann                   | 2015. január 25.     | 8,30 millió  |
| 333. | 16. | Az utolsó út (The Last Ride)                | Tim Beavers       | Gavin Harris                      | 2015. január 27.     | 10,38 millió |
| 334. | 17. | A bőröm alatt (Under My Skin)               | Alrick Riley      | Melissa R. Byer és Treena Hancock | 2015. február 15.    | 7,12 millió  |
| 335. | 18. | Végjáték (The End Game)                     | Alec Smight       | Christopher Barbour               | 2015. február 15.    | 7,12 millió  |

### Tv-mozi (2015)
| Sor. | Év. | Cím                                         | Rendező           | Író               | Premier              | Nézettség    |
| ---- | --- | ------------------------------------------- | ----------------- | ----------------- | -------------------- | ------------ |
| 336. | 1.  | Halhatatlanság 1. rész (Immortality Part 1) | Louis Shaw Milito | Anthony E. Zuiker | 2015. szeptember 27. | 12,22 millió |
| 337. | 2.  | Halhatatlanság 2. rész (Immortality Part 2) | Louis Shaw Milito | Anthony E. Zuiker | 2015. szeptember 27. | 12,22 millió |